# Tichoute
Tichoute est une ville marocaine de la banlieue d'Itzer. Elle est située dans la région de Drâa-Tafilalet.

## Source
- http://www.revafrique.com/geographie/ville-maroc-1414555.html